# CUEZERO
CUEZERO（キュー・ゼロ、本名：西田 光史（にしだ こうじ）、1976年5月14日 - ）は、日本のヒップホップMC。FUNKY GRAMMAR UNITの一員。東京都江戸川区出身。
名前は英単語cue（きっかけの意）から。2024年現在はコージー冨田にインスパイヤされコージー西田の名で活動中。

## 来歴
- 1995年、小学校からの幼馴染であるKREVAとBY PHAR THE DOPESTを結成する。その後、インディーズでシングル2枚、アルバム1枚をリリースするもユニットとしての活動を停止し、ニューヨークへ単独渡航した後に、ソロでの活動を開始。
- 2000年、CUEからCUEZEROに改名。
- 2001年、G.M-KAZと共にインディーズレーベル「RED ZONE」を設立する。
- 2006年9月、「SPACE SHOWER SWEET LOVE SHOWER 2006」で10年振りにBY PHAR THE DOPESTとしての活動を再開。
- 2007年4月25日、約3年振りとなる『バァァァック！』をくレーベルからTSUTAYA限定でリリースした。また、発売日にはオフィシャルウェブサイトをオープンし、自身の誕生日である5月14日からはブログをスタートさせた。
- 2009年2月、神輿ロッカーズ･くレーベルからの卒業を果たし、盟友KREVAと袂を分つ。
- 2010年2月、盟友DJ SHUHOが主催するイベントに、人生初となるDJとしての参加をはたす。
- 2012年12月12日、自主レーベル「JAPANEZE ZERO ENTERTAINMENT」よりアルバム『THE ASCENSION』を発売する。桜木町の飲食店で店長として働きながら、自身の作品をはじめ客演、FG NIGHTやDYNAMITEなどのイベントに参加するなど音楽活動も並行して行っている。
- 2014年7月31日、傷害容疑で逮捕。同年6月18日、相模原駅ホームで私立大学4年の男子学生の頭を殴るなどして全治2週間の怪我を負わせたとされる[1]。
- 現在は横浜市を中心にクラブやレストランでMC,DJの活動を続けており その様子がCUEZERO本人のInstagramで閲覧できる。盟友 KREVAとも食事に行ったりと アンダーグラウンドなど ラッパーとの交友関係は健在。

## ディスコグラフィー

### インディーズ

#### シングル
- ココカラ　（2001年11月23日）
  1. ココカラ
  2. キッカケ
  3. その一歩だ
  4. キッカケ(RED ZONE Remix)
- イーゼ　（2002年2月22日）
  1. イーゼ
  2. easy?
  3. シノビ.コム

#### アルバム
- ZERO（2001年1月17日）
  1. CAPITALC
  2. J.A.P. IN THE HOUSE
  3. TOKYO
  4. TECHNICIAN
  5. NINJA IN JAPAN featuring JUSTY ACE
  6. IN FIGHTER
  7. NO JAKE
  8. INTERLUDE
  9. SEMINAR B
  10. SEMINAR B PART.2 featuring INNOSENCE
  11. R.E.A.L.〜Red Eyes and Love〜
  12. INTERLUDE
  13. バトルのB featuring DOHZI-T, SIMON JAP of JUSTY ACE
  14. STYLE OF SURVIVE
  15. TO MY MEN
  16. ENDLESS EPISODE
- THE ASCENSION　（2012年12月12日）
  1. THE ASCENSION
  2. オートマティック
  3. KICK DA SHIT! feat. 金持ち兄弟
  4. ムネヲハレ!
  5. トンネル feat. SIMON JAP
  6. マタモトノイチ
  7. Mr. 低空飛行
  8. サマーマッドネス feat. 金持ち兄弟
  9. Beautiful
  10. 今日から (Happy Birthday)
  11. ALIVE
  12. THE GAME NEEDS ME feat. CHANNEEL,SIMON JAP

### メジャー

#### シングル
- トップホイッスル REMIX　（2003年7月16日）
  1. トップホイッスル REMIX feat. KREVA
  2. CUEZERO THE WORLD Mr.Drunk REMIX
  3. トップホイッスル
  4. CUEZERO THE WORLD
  5. トップホイッスル REMIX × REMIX?

#### アルバム
- CUEZERO THE WORLD 秋の祭典　（2003年2月21日）
  1. トップホイッスル
  2. CUEZERO THE WORLD
  3. モノホンヒップホップ
  4. フォーリンローリンmessage
  5. イーゼ
  6. 湾岸ドライブ
  7. フォロー ザ リーダー feat.LITTLE for KICK THE CAN CREW
  8. all my japanese
  9. シノビ.コム
  10. 夕べの奴は…
  11. TOKYO迷子〜それが団地〜
  12. To my Father
  13. バトルの「B」 Part 2 feat.童子-T
  14. STOP & GO
  15. 最後に
  16. To my Father (KREVA REMIX)

DJ陣にDJ TATSUTA、G.M-KAZ、ROCK-Tee、DJ SHUHO、MC陣にはKICK THE CAN CREWのLITTLEや童子-Tが参加。オリコン最高順位216位。
- 3分クッキング　（2004年3月17日）
  1. 3分男
  2. 太鼓盤 feat. KREVA
  3. 3分クッキング feat. Mummy-D
  4. AAH
  5. ミラコー feat. K.I.N
  6. 今を…
  7. 録音男
  8. さわげないサタデナイ feat. KREVA
  9. 奇跡
  10. 夜祭り インザ CLUB feat. KREVA
  11. すてたもんじゃない
  12. 本根
  13. レッツバウンス
  14. ウォウオ

全ての曲が3分台で収録されており、MC陣にはRhymester/マボロシのMummy-DやKREVAらが参加。

#### ミニアルバム
- バァァァック！　（2007年4月25日）
  1. バァァァック！

  -     1. ラップ虎の穴

  1. それ…‥なのか？
  2. 英光への脱出
  3. バァァァック！ CUEZERO REMIX
  4. この辺で･･･

### 客演
BY PHAR THE DOPEST、くレーベルを除く
- 鈴木あみ『THANK YOU 4 EVERY DAY EVERY BODY』（2000年4月12日）
「I really wanna tell」
- KICK THE CAN CREW feat.CASSETTE VISION,『TORIIIIIICO!』（2002年12月11日）
「TORIIIIIICO!」
- KICK THE CAN CREW,『magic number』（2003年1月1日）
「sayonara sayonara（Album Edit）feat. CUE ZERO」
- EAST END / Beginning of the Endless
  - 3. 返事 feat.CUEZERO,CHANNEL
- KREVA,『新人クレバ』（2004年11月3日）、『元・新人クレバ』（2006年2月1日）
「DAN DA DAN feat.CUEZERO」
- DJ TATSUTA,『DYNAMITE』（2005年5月11日）
「作戦会議チューン feat.CUEZERO」
「ハイウェイ オブ マイライフ feat.CUEZERO」
- KREVA,『愛・自分博』（2006年2月1日）
「江戸川ロックオン feat.CUEZERO, WADA」
「トリートメント feat.DABO, CUEZERO」
- RHYMESTER,『HEAT ISLAND』（2006年3月8日）
「ウィークエンド・シャッフル feat. MCU, RYO-Z, KREVA, CUEZERO, CHANNEL, KOHEI JAPAN, SU, LITTLE, ILMARI, GAKU-MC, SONOMI, PES, K.I.N, 童子-T」
- LITTLE,『"Yes"rhyme-dentity』（2008年5月7日）
足跡の中を旅してる feat.CUEZERO,童子-T,Mummy-D
- YA-KYIM,『HAPPY! ENJOY! FRESH!』（2009年8月19日）
「縁 + JOY 〜six minutes of funk〜」